# One Cell in the Sea
| Оценки критиков      | Оценки критиков |
| Источник             | Оценка          |
| -------------------- | --------------- |
| Allmusic             | [ 1 ]           |
| Entertainment Weekly | (B)             |
| Paste                | (favorable)     |
| The Phoenix          | [ 4 ]           |

One Cell in the Sea — дебютный студийный альбом A Fine Frenzy, выпущенный 17 июля 2007 года на Virgin Records. Альбом дебютировал на 158 месте в Billboard 200 и достиг пика на 91 месте.

## Об альбоме
Судол сделала несколько демо записей, песен из альбома One Cell in the Sea, которые попали в руки руководства Virgin Records. После прослушивания записи генеральный директор вылетел домой к матери Судол в Лос-Анджелес, послушать игру Элисон.
Название альбома происходит от песни «The Minnow and the Trout», Судол чувствовала, что это название «подытожит все».
В интервью с газетой The Ledger Элисон пояснила:
«Это начало чего-то нового, это одиночество, которое я чувствовала, пока создавала этот альбом, потому что большая часть записей делалась поздно ночью, когда другие ходили куда-то, развлекались и делали то, что им нравится. Мне не хотелось никуда идти, но было такое чувство, что все люди разные и ты одинок. Но это также и единство простых человеческих эмоций, которое у всех у нас есть. Ведь мы все откуда-то произошли, и значит, мы все связаны друг с другом. Так я собрала всё это воедино».

### Синглы
Первый сингл из One Cell in the Sea «Almost Lover» был выпущен в 2007 году в поддержку альбома. В США песня достигла пика на 23 позиции в музыкальном чарте Billboard’s Hot Adult Contemporary Tracks, #62 в Hot Digital Songs, #76 в Pop 100, #9 в Bubbling Under Hot 100 Singles. Также сингл достиг пика на 5 месте в Австралии, 8 в Германии, и 10 в Швейцарии. Было создано два клипа на песню. Первое видео, режиссируемое Лорен Брие, показывал Судол, играющую на пианино в лесу посередине реки. Позже камни начинают взлетать в небо, и зритель видит, как пианино распадается на части. Следующий клип, режиссёром которого были Nee Brothers, показывает зрителям Судол, которая играет на пианино позади стеклянных дверей и вспоминает своего «почти возлюбленного».
«Lifesize» был выпущен как цифровой сингл в апреле 2007 года на iTunes. В клипе на песню «Rangers», режиссёром которого была Кейтлин Даль Фоли, Судол на лоне природы играет на пианино, мелькают воспоминания о том, как она вместе с её возлюбленным скрываются от преследующего их пожилого мужчины. «You Picked Me» был представлен на iTunes как «Бесплатный сингл недели» 14 августа 2007 года и группа была представлена в разделе «You Oughta Know».

### Тур
После выхода альбома A Fine Frenzy гастролировали вместе с Шоном Ленноном, и Руфусом Уэйнрайтом с конца июля по начало августа 2007 года, в основном по западному побережью США. С 9 по 31 августа группа открывала вместе с Уэйнрайтом юг США, Новую Англию, средний запад и Канаду. 6 февраля 2008 года Судол исполнила «Come On, Come Out» на «Позднем шоу с Дэвидом Леттерманом». Во время выступления на CBS The Early Show 23 февраля 2008 года «Almost Lover» и «Come On, Come Out», группа отправилась в собственный тур в США и Канаде на протяжении марта и начала апреля, и гастролировала по Франции, Бельгии, Нидерландах, Германии, Швейцарии и Соединённому Королевству в конце апреля. Группа вернулась в Германию, Швейцарию и Австралию во время собственного тура в ноябре 2008 года.

### Использование песен в медиа
Некоторые песни из альбома были использованы на телевидении. «Almost Lover» можно услышать в Big Shots (сезон 1, серия 3), The Hills (сезон 3, серия 16) и «Арейских жёнах» (сезон 2, серия 10 «Duplicity»), в то время как «Ashes and Wine» звучала в сериалах «Холм одного дерева» (сезон 5, эпизод 8), «Братья и сёстры» (сезон 2, эпизод 2), «Дикий огонь» (сезон 4) and «Дневники вампира» (сезон 2, эпизод 3). «Hope for the Hopeless» была использована в трейлере телефильма Lifetime «Молитвы за Бобби» и в сериалах «Доктор Хаус» (сезон 3, эпизод 18) и «Частная практика» (сезон 1, эпизод 2). Песню «Lifesize» можно было услышать в «Холме одного дерева» (сезон 4, эпизод 17) и «Диком огне» (сезон 4), «Whisper» в «Докторе Хаусе» (сезон 5, эпизод 11), «Doppelgangers» — в «Как я встретил вашу маму» (сезон 5, эпизод 24).

### Отзывы
В общем, отзывы о One Cell in the Sea были положительными. В своем обзоре для Entertainment Weekly Ширли Гальперин писала, что Судол создала «музыкальное чудо», охарактеризовав альбом как «Красочный мир удивления и сентиментальности». Гальперин назвала представленные песни «дыханием», выделяя те, в которых голос Судол занимал центральное место, такие как «Almost Lover». Paste’s Дэвид Мид из Paste описал альбом достаточно красивым и таинственным, чтобы привлечь большое количество поклонников, но работа Судол выделяется среди похожих с её «совершенным балансом между любовью и природой в её песнях». Музыку из её альбоме сравнивают с Coldplay, Tori Amos и Rufus Wainwright.
Тем не менее альбом получил некоторую критику. Элиза Гарднер из USA Today писала, что в One Cell in the Sea было несколько интересных моментов, назвав «The Minnow and the Trout» песней, которую стоит загрузить, но также заметила, что Судол нужно развивать её навыки пения, если она хочет быть больше, чем «ещё одной причудливой девочкой». В своем обзоре для Allmusic Мариса Браун охарактеризовала Судол как достойного поэта, но считает, что «в песнях слышно сильное влияние пианино, гитара и струнные создают своеобразную остроту в песнях, которая портит всю потенциальную мощь». Кроме того, Браун считает, что в целом «альбом скучный, с мелодиями, которые никуда не ведут».

## Список композиций
1. «Come On, Come Out» (Alison Sudol, Hal Cragin, Lukas Burton) — 3:35
2. «The Minnow and the Trout» (Sudol) — 4:28
3. «Whisper» (Sudol, Cragin, Burton) — 4:56
4. «You Picked Me» (Sudol) — 4:23
5. «Rangers» (Sudol, Cragin, Burton) — 4:33
6. «Almost Lover» (Sudol) — 4:28
7. «Think of You» (Sudol) — 4:06
8. «Ashes and Wine» (Sudol, Cragin, Burton) — 4:20
9. «Liar, Liar» (Sudol) — 5:55
10. «Last of Days» (Sudol) — 4:12
11. «Lifesize» (Sudol, Cragin, Burton) — 3:44
12. «Near to You» (Nicklas Sample, Sudol) — 4:35
13. «Hope for the Hopeless» (Sudol, Cragin, Burton) — 4:17
14. «Borrowed Time» (Sudol, Gus Black) — 4:13

## Позиции в чартах
One Cell in the Sea достиг 91 строчки в Billboard 200 20 Октября 2007 года, а A Fine Frenzy заняла первую строчку в 1 Billboard’s Top Heatseekers. Альбом достиг пика на 6 позиции в Австралии, 20 в Германии, и 11 в Швейцарии. В США «Almost Lover» достиг 23 позиции в чарте Hot Adult Contemporary Tracks, 62 в Hot Digital Songs, 76 позиции в чарте Pop 100, и 9 позиции в Bubbling Under Hot 100 Singles. Максимума сингл достиг на 5 позиции в Австралии, 8 в Германии, и 10 в Швейцарии.
| Чарт (2007)                      | Позиция |
| -------------------------------- | ------- |
| U.S. Billboard's Top Heatseekers | 1       |
| U.S. Billboard 200               | 91      |
| U.S. Billboard Alternative       | 20      |
| Чарт (2008)                      | Позиция |
| Austrian Albums Chart            | 6       |
| German Albums Chart              | 20      |
| Swiss Albums Chart               | 11      |

| Чарт (2007)                                     | Позиция |
| ----------------------------------------------- | ------- |
| U.S. Billboard's Bubbling Under Hot 100 Singles | 9       |
| U.S. Billboard's Hot Adult Contemporary Tracks  | 23      |
| U.S. Billboard's Hot Digital Songs              | 62      |
| U.S. Billboard's Pop 100                        | 76      |
| Чарт (2008)                                     | Позиция |
| Austrian Singles Chart                          | 5       |
| German Singles Chart                            | 8       |
| Swiss Singles Chart                             | 10      |